# Campos (Hiszpania)
Campos – gmina w Hiszpanii, w prowincji Baleary, we wspólnocie autonomicznej Balearów, o powierzchni 149,69 km². W 2022 roku gmina liczyła 9964 mieszkańców.
Miejscowość Campos leży ok. 8 km od wybrzeża. Historyczna zabudowa zbudowana jest z charakterystycznego jasnego kamienia.
Lokalne osadnictwo sięga okresu rzymskiego i arabskiego, ale oficjalne założenie wczesnonowożytnej gminy przypisuje się Jaume II około początku XIV wieku w ramach tzw. „Ordenacions”. Gmina została założona przez Jakuba II około roku 1300 na miejscu wcześniejszych osad rzymskich i arabskich.
Znajduje się tu neoklasycystyczny Kościół Sant Juliá (św. Juliána), którego wieża pochodzi z lat 1584–1597. Wewnątrz znajduje się gotycki ołtarz autorstwa Gabriela Mogera oraz obraz Murilla.
W każdy czwartek i sobotę w centrum miasta odbywa się tradycyjny targ, oferujący świeże produkty, regionalne przysmaki oraz wyroby ręczne.
Historycznie słynie jako centrum produkcji serów krowich (Piris) – 20 lat temu działało tu około 400 mleczarni, obecnie aktywnych jest jedynie 17–18, choć infrastruktura wciąż istnieje.